# Mračnice (red paučnjaka)
Mračnice (latinski: Solifugae) su red paučnjaka.

## Vanjske poveznice
|  | Zajednički poslužitelj ima još gradiva o temi Solifugae |
|  | Wikivrste imaju podatke o taksonu Solifugae             |